# Resolución del Parlamento Europeo, de 19 de septiembre de 2019, sobre la importancia del recuerdo europeo para el futuro de Europa
La Resolución del Parlamento Europeo de 19 de septiembre de 2019 sobre la importancia de la memoria europea para el futuro de Europa fue una resolución del Parlamento Europeo adoptada el 19 de septiembre de 2019 con 535 votos a favor, 66 en contra, y 52 abstenciones, que pidieron el recuerdo de los crímenes totalitarios y condenaron la propaganda que niega o glorifica los crímenes totalitarios, y vincularon dicha propaganda a la guerra de información rusa contra la "Europa democrática".

## Contenido y antecedentes
La resolución declaró que "los regímenes nazi y comunista llevaron a cabo asesinatos en masa, genocidio y deportación y causaron una pérdida de vidas y libertad en el siglo XX en una escala nunca vista en historia." Condenó al estado ruso que continúa encubriendo los crímenes comunistas y glorificando al régimen totalitario soviético" y condenó "al actual liderazgo ruso por distorsionar hechos históricos y encubrir crímenes cometidos por el régimen totalitario soviético", que la resolución describió como una "guerra de información librada contra la Europa democrática". La resolución enfatizó que existe "una necesidad urgente de crear conciencia, realizar evaluaciones morales y realizar investigaciones legales sobre los crímenes del estalinismo y otras dictaduras", y llamó a "la sociedad rusa a hacer frente a su trágico pasado", condenó el Pacto Ribbentrop-Mólotov y destacó la importancia del  Día del Listón Negro. La resolución también expresó su preocupación por el "uso de símbolos de regímenes totalitarios en la esfera pública" y pidió la eliminación de monumentos y memoriales "que glorifican los regímenes totalitarios".

## Respaldo
La resolución fue patrocinada por el grupo del Partido Popular Europeo, el Alianza Progresista de Socialistas y Demócratas, el grupo Renovar Europa, liberal y el grupo Conservadores y Reformistas Europeos. La resolución se considera parte del surgimiento de una cultura política anticomunista en la Unión Europea. Rusia reaccionó enérgicamente a la resolución, y el presidente Vladímir Putin la calificó de "absolutamente inaceptable". The Guardian señaló que la resolución "se produjo después de un esfuerzo concertado del Ministerio de Relaciones Exteriores de Rusia a principios de 2019 para rehabilitar el pacto de no agresión nazi-soviético de 1939". En 2020, los ministros de Relaciones Exteriores de Bulgaria, República Checa, Estonia, Hungría, Letonia, Lituania, Polonia, Rumania, Eslovaquia y Estados Unidos acusaron a Putin de falsificar la historia.